# Het pelsken
Het pelsken of Portret van Hélène Fourment met een bontmantel is een schilderij waarop Peter Paul Rubens zijn tweede vrouw Hélène Fourment afbeeldde. Het werk, in het Kunsthistorisches Museum van Wenen, wordt beschouwd als een portrait historié dat Fourment associeert met de liefdesgodin Venus.

## Voorstelling
Het schilderij toont een rechtopstaande, ruim levensgrote Hélène Fourment die haar blik recht naar de kijker wendt. Rond haar blote lijf houdt ze een bontmantel, terwijl ze met de rechterarm haar borsten omhoog duwt. Haar gladde witte huid vormt een tactiel contrast met het donkere bont. Het ronde gezicht, de Griekse neus en de kleine mond zijn herkenbaar van andere portretten. Haar krulhaar is in een modieuze froufrou gesneden. De haarlinten geven een huiselijke touch, al neigt het stuk textiel rond haar hoofd meer naar een fantasie-attribuut. Onder de kostbare, met bont en goud afgezette mantel is een witlinnen hemd zichtbaar. Voorts draagt het model een paarlen oorbel.
Het blozen van Fourment komt terug in de rode kleur van de vloermat en het kussen. Deze attributen suggereren dat de donkere achtergrond een interieur moet zijn, misschien een badkamer, maar moderne beeldvormingstechnieken hebben aangetoond dat de oorspronkelijke setting in open lucht was. Rechts naast Fourment had Rubens eerst een grote stenen fontein geschilderd, die water spoot op twee niveaus: onderaan uit een leeuwenkop en bovenaan door een plassend jongetje (puer mingens). In twee fasen heeft hij dit overschilderd, maar de leeuwenkop is er weer door gaan schemeren.

## Benaming
Het pelsken is geen latere bijnaam, maar de benaming die Rubens zelf gebruikte in het testament dat hij in 1640 opstelde. In het zeventiende-eeuwse Nederlands was een pels een lange, met bont afgezette mantel voor binnenshuis, zoals afgebeeld. Maar een meer gebruikelijke betekenis was "rok" en, in een humoristische afgeleide daarvan, "vrouw". Ten slotte was pels ook een synoniem voor huid. Het pelsken slaat dus niet alleen op het afgebeelde kledingstuk, maar kon ook alluderen op de vrouw en haar blote vel.

## Interpretatie
Doorgaans menen kunsthistorici dat Fourment is afgebeeld als Venus, meer bepaald als een Venus pudica, teruggaand op de Afrodite van Knidos. Rubens heeft dit type, waarbij één arm voor de borsten wordt gehouden en één hand voor het kruis, ongetwijfeld toegepast. Dergelijke historieportretten waren een manier om een herkenbaar naakt minder aanstootgevend te maken. Vermoedelijk heeft hij zich ook laten inspireren door de Venetiaanse traditie van het courtisaneportret: in 1629-1630 had hij een repliek gemaakt van Titiaans Meisje in een bontmantel. 

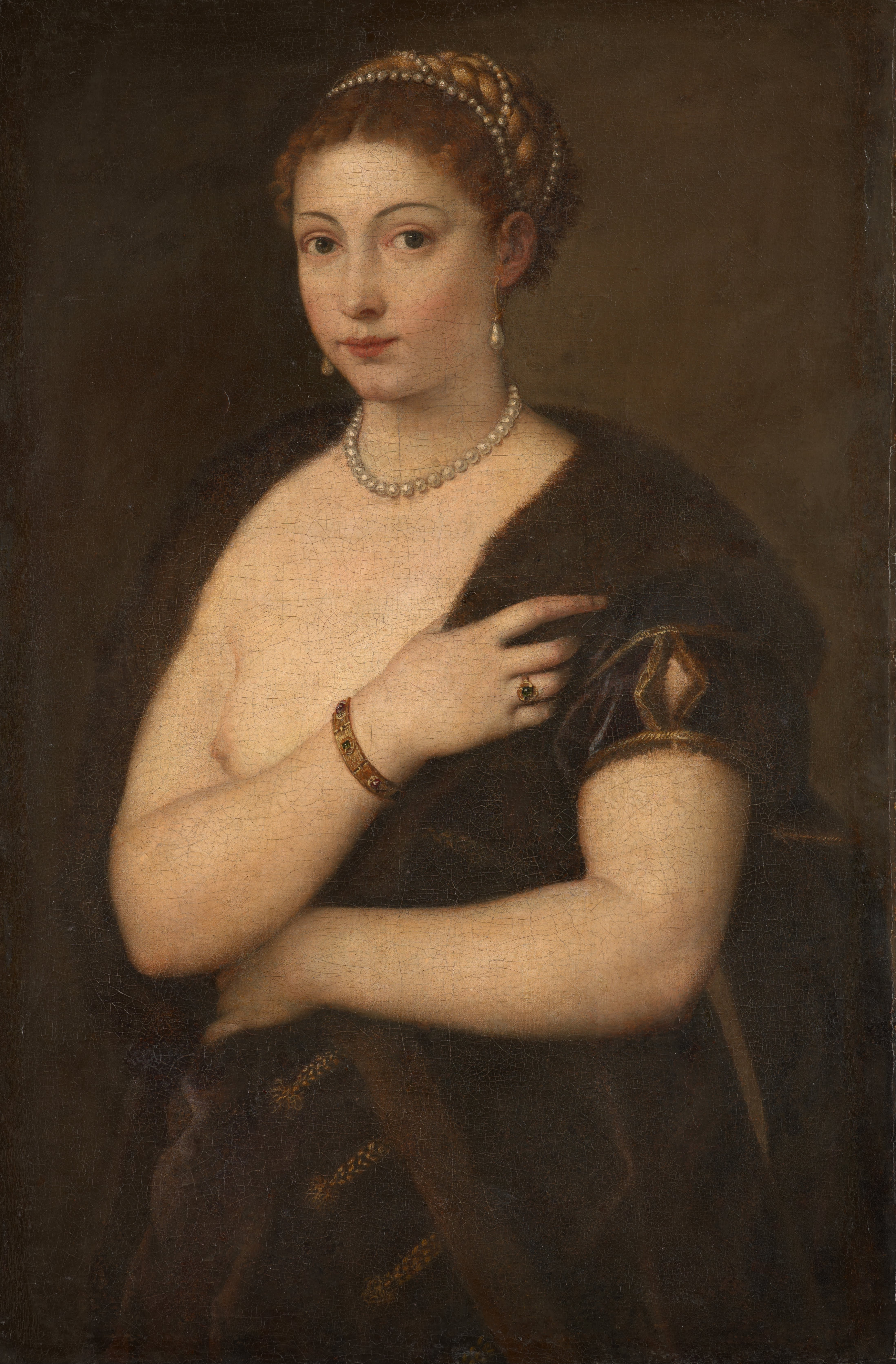
Meisje in een bontmantel van Titiaan

Toch gaat het zeker niet om de overspelige Venus zoals ze bekend was uit de mythologie. In het christelijke Europa, en zeker in de katholieke Spaanse Nederlanden, was dit aspect van de liefdesgodin een te beladen motief. Geen respectabele vrouw zou zich zo hebben laten afbeelden. Hoewel naakt en zelfs lust binnen een maritaal-procreatieve context wel degelijk aanvaardbaar waren, bleef het voor derden buiten het echtpaar een doodzonde als ze door het kijken het minste seksueel verlangen zouden ervaren. Fourment en Venus vallen daarom niet samen; de echtgenote van vlees en bloed staat voorop. Discreet lijkt ze haar seksuele bereidheid te benadrukken door haar pose, blos en franke blik, alsook door het optillen van haar borsten (eerder dan ze zoals de Pudica te bedekken) en door de onmiskenbare stijfheid van de tepels. De (melkzware?) boezem beklemtoont wellicht ook de vruchtbaarheid van de geportretteerde, die op 21-jarige leeftijd al drie kinderen had van Rubens.
De associaties met seksualiteit, fertiliteit en moederschap worden verder versterkt door de – weliswaar spoedig overschilderde – fontein met het plassende jongetje. Niettemin bewaart het portret een zekere ambiguïteit. Staat de vrouw op het punt haar mantel te laten vallen, of om zich verder te bedekken? Suggereren het vloerkleed en het kussen de plek waar het erotische potentieel in vervulling kan gaan? De lichaamstaal blijft een subtiele vermenging van verleiden en loochenen, want vrouwelijk verlangen mocht alleen in stilte worden geafficheerd.

## Herkomst
Dankzij het testament van Rubens uit 1640 weten we dat Het pelsken in zijn persoonlijk bezit was en aan Fourment werd vermaakt. Als katholiek en bovendien snel hertrouwd, moet ze zorgvuldig hebben nagedacht over hoe om te gaan met het naaktportret, niettegenstaande ze het ongetwijfeld zag als een uitdrukking van geoorloofd maritaal verlangen. Nam ze het mee naar hun nieuwe woonst in Brussel, of liet ze het misschien in Het Steen? 
In 1658 stelde ze een testament op waarin ze het paneel naliet aan haar tweede man, maar daar kwam ze op terug om het aan haar kinderen uit haar eerste huwelijk toe te wijzen. Langs onbekende weg kwam Het pelsken vervolgens rond 1730 terecht in de Weense kunstverzameling van keizer Karel VI, waar het toegankelijk was voor een select publiek. Tegen dan was de herkenbaarheid van Fourment natuurlijk drastisch afgenomen.